# Charles Allan Gilbert
Charles Allan Gilbert   (Hartford, 3 de setembre de 1873 - Nova York, 20 d'abril de 1929), va ser un il·lustrador estatunidenc. Se'l recorda especialment per un dibuix àmpliament difós a través de les categories de memento mori i vanitas titulat Tot és vanitat. El dibuix empra una imatge doble (o visual pun) en què l'escena d'una dona mirant-se al mirall del seu tocador, vista des de la distància, sembla ser un crani humà. El títol també és un joc de paraules, ja que aquest tipus de tocador també es coneix com a vanity. La cita «Tot és vanitat» prové de l'Eclesiastès referida a la vanitat i l'orgull dels humans. En l'art, la vanitat es va representar durant molt de temps com una dona preocupada per la seva bellesa, i el crani humà recorda a la gent la seva condició mortal.

Tot és vanitat (1892)

Gilbert també va ser un dels primers artistes de l'animació i un col·laborador de camuflatge de la United States Shipping Board durant la Primera Guerra Mundial.

## Biografia
Als setze anys, Gilbert va començar a estudiar art amb Charles Noel Flagg, el retratista oficial de l'estat de Connecticut, que també havia fundat la Connecticut League of Art Students. El 1892 es va matricular a l'Art Students League de Nova York, on va romandre durant dos anys. El 1894 es va traslladar a França durant un any, on va estudiar amb Jean-Paul Laurens i Jean-Joseph Benjamin-Constant a l'Academie Julien de París.
Tornat de París, es va establir a Nova York, on va iniciar una activa carrera com a il·lustrador. Les seves il·lustracions es van publicar amb freqüència a Scribner's, Harper's Magazine i The Atlantic Monthly. Tot és vanitat es va publicar inicialment a la revista Life el 1902.
Al llarg de la seva carrera artística, Gilbert va il·lustrar un gran nombre de llibres, entre ells Life and Gabriella (1916) d'Ellen Glasgow, The soul of a bishop (1917) d'H.G. Wells, His daughter (1919) de Gouverneur Morris, The Age of Innocence (1920) d'Edith Wharton i Gentle Julia (1922) de Booth Tarkington. També va publicar compilacions dels seus propis dibuixos, com Overheard in the Whittington Family, Women of Fiction, All is Vanity, The Honeymoon, A Message from Mars i In Beauty's Realm.

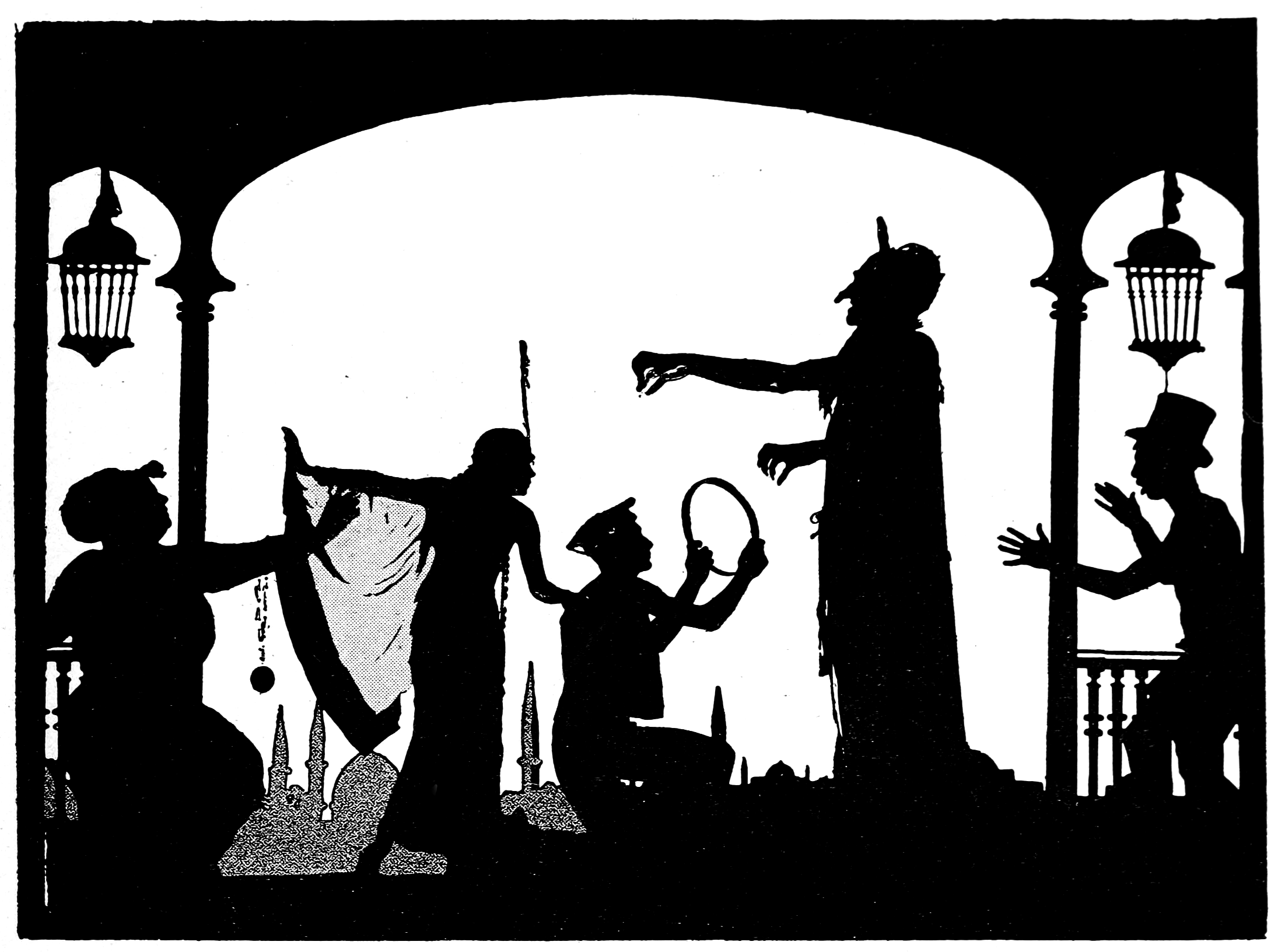
Silueta de Gilbert per a la pel·lícula d'animació de 1916 Inbad the Tailor

Com a col·laborador primerenc de pel·lícules d'animació, Gilbert va treballar en la producció d'una sèrie d'obres d'ombres en moviment anomenades Silhouette Fantasies. Aquestes pel·lícules d'estil modernista, que es van fer combinant siluetes filmades amb components de ploma i tinta, eren interpretacions serioses dels mites grecs.